# 파이 베타 카파
파이 베타 카파(Phi Beta Kappa Society, ΦΒΚ)는 미국에서 가장 오래된 명예 학술 협회이며, 종종 오랜 역사와 학문적 선택도로 인해 가장 명성이 높은 명예 협회로 기술된다. 파이 베타 카파는 교양 및 과학 분야에서 우수성을 홍보하고 옹호하며 또한 미국 대학에서 가장 뛰어난 교양 및 과학분야 학생들을 유치하는 것을 목표로 한다. 1776년 12월 5일 윌리엄 & 메리 칼리지에서 최초의 그리스 문자 대학생 모임으로 시작되었으며, 초창기 대학 모임 단체 중 하나이다. 파이 베타 카파(ΦΒΚ)는 Φιλοσοφία Βίου Κυβερνήτης (‘’Philosophia Biou Kybernētēs’’)의 약자이며 "배우는 것을 사랑[lit. wisdom]하는 것이 인생의 안내자이다[lit. helmsman]"를 의미한다.

## 멤버십
파이 베타 카파 협회에 따르면 이 단체는 미국 고등 교육 기관의 약 10%에 지부를 두고 있으며 이 학교 교양 및 과학 분야 졸업생의 약 10%가 이 협회에 초대되었다. 대부분의 학생들은 졸업반에 선출되지만, 많은 대학들은 졸업반 이전 학년에 보통 2% 미만으로 엄선된 제한된 학생들을 선발한다. 각 지부는 자체의 학업 기준을 정하지만, 모든 초대된 회원들은 교양 및 과학을 공부해야 하며 "좋은 도덕적 성품"을 보여 주고 일반적으로 상위 10% 성적을 얻어야 한다. (그러나 적어도 프린스턴 대학교에는 파이 베타 카파에 공학 학사(BSE) 학생들이 포함되어 있다.) 2005년 기준으로 미화 50불에서 90불에 해당하는 초기 가입 비용을 의무적으로 내야 한다. 때로는 초대된 회원의 대학에서 비용을 내기도 한다.
파이 베타 카파 협회의 멤버십은 일반적으로 4.0 중 3.8 이상의 매우 높은 GPA를 보인 학부생으로 제한된다. 비록 각 지부는 자체의 신입 회원 선발 기준을 정하지만 2001년 PBK는 GPA 과락 점수를 높이기로 결정했다.

## 역사

### 기원

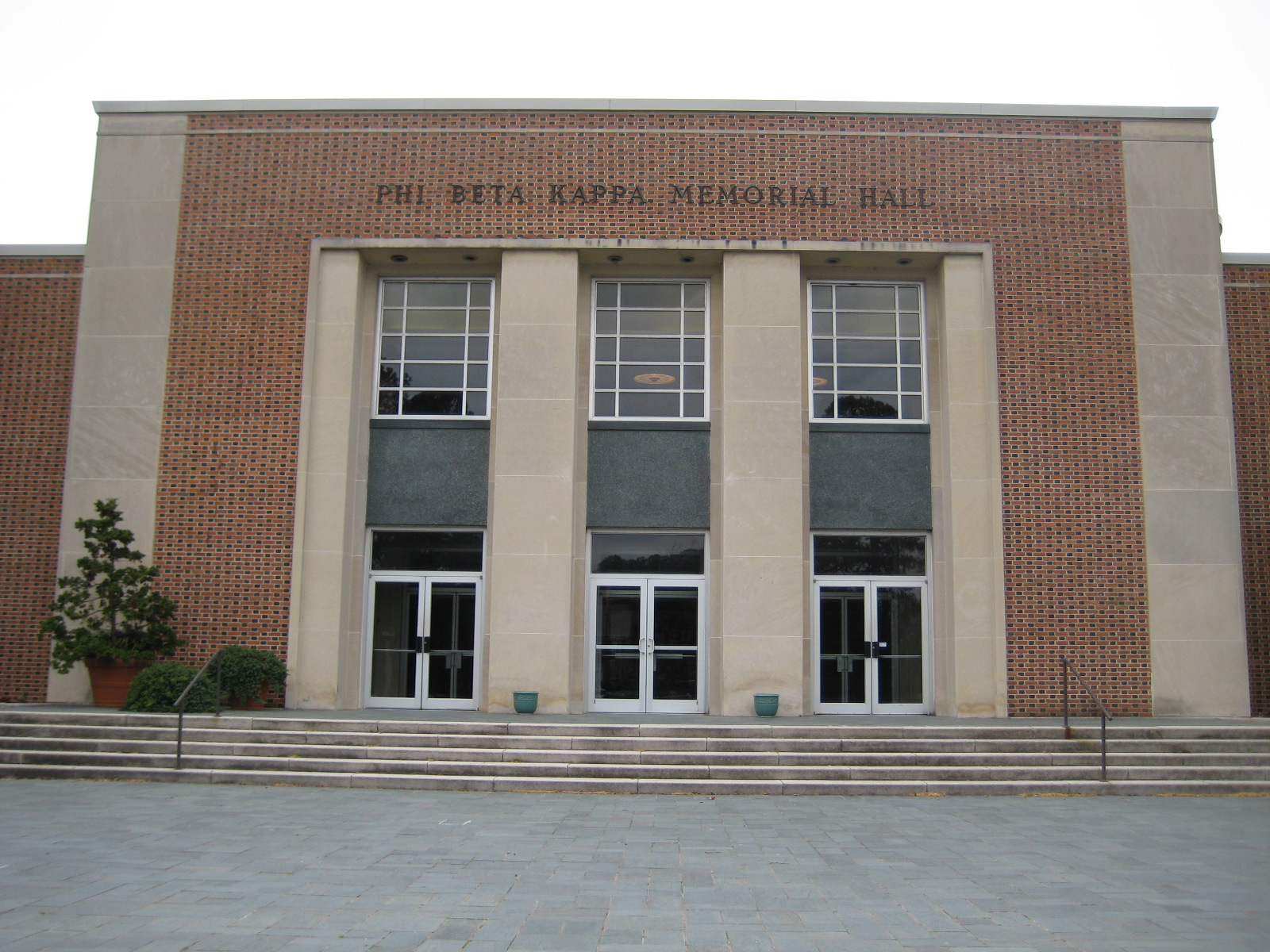
윌리엄 & 메리 칼리지의 파이 베타 카파 기념관 입구

파이 베타 카파 회는 1776년 12월 5일 버지니아주 윌리엄스버그의 윌리엄 & 메리 칼리지에서 5명의 학생들이 첫 번째 모임을 가졌으며 첫 회장은 존 히드가 맡았다. 이늣 미국 대학 협회의 이름을 비밀 그리스어 모토의 첫 글자로 짓는 전례가 되었다.
이 그룹 구성원들은 대학 캠퍼스 밖에 있는 레일리 주점(Raleigh Tavern)에서 일반적인 모임을 자주 가졌다. 프리메이슨의 기본 조직 단위인 메이스닉 롯지(Masonic Lodge)도 또한 이 선술집에서 만났다는 일관된 이야기가 있지만, 프리메이슨은 실제로 윌리엄스 버그의 다른 건물에서 모였다. 파이 베타 카파의 초기 멤버 일부는 나중에 프리메이슨이 되었다).
학생들이 보다 자유롭게 비학술적 주제를 토론하거나 혁명 시대에 정치를 논의하기 위해 만났는지 여부는 알려지지 않았다. 초기 기록에 의하면 학생들은 커리큘럼과 멀리 벗어나지 않은 주제에 관해 토론하고 연설에 참여하기 위해 만났다고 한다.:83–85 1779년의 파이 베타 카파 시무식에서, 새로운 회원에게 "여기서 당신은 잠깐 학문적 관심에서 벗어날 수 있고, 다양한 사물에 대해 어떤 소견을 주저 없이 의사소통을 할 수 있습니다. 이 방 안에서 오고 간 모든 것은 “비밀”(서브 로사, sub rosa)로 오고 간 것입니다. 여기, 당신도 또한, 진실의 빛나는 햇빛으로 거짓의 구름을 쫓아내는 탐구의 자유에 대해 사색하는 것에 빠져 들어야합니다 ... " 라고 알렸다.

## 지부
파이 베타 카파 회에는 290 개의 지부가 있으며 '3년마다 있는 회의'(Triennial Conventions)에서 승인이 된다.

## 주목할만한 회원
창립 이래 17명의 미국 대통령, 41명의 미국 연방 대법원 판사 및 140명 이상의 노벨상 수상자들이 선발된 회원이었다.
윌리엄 로버트슨(William Rees Brebner Robertson), 그의 이름을 딴 로버트슨 전위(Robertsonian translocation)라는 염색체 전위를 발견한 미국의 동물학자이자 초기 세포 유전학자
제프 베조스(Jeff Bezos), 현재 세계에서 가장 부유 한 사람이자 아마존닷컴 및 블루 오리진(Blue Origin)의 창립자

## 수상 내역
2008년 파이 베타 카파 회는 CCAS(Council of Arts and Sciences)에서 예술 및 과학 옹호 상을 수상했다. CCAS는 인문학 교육의 본질적인 가치에 대한 깊은 헌신으로 예술과 과학에 대한 모범적인 옹호를 보여주는 개인 또는 조직에 이 상을 수여 한다.

## 같이 보기
- 아너 소사이어티